# 55 Рак
Двойната звезда 55 Рак се намира на 41 светлинни години от Слънцето. Системата се състои се от звезда клас К - 55 Рак А и червено джудже (клас М) - 55 Рак В. В тази система са известни множество екзопланети.
55 Рак може да се намери в северното небесно полукълбо и е възможно да се види с просто око. Звездата е лесно наблюдаема от Северна Америка, Европа и Азия.

През Декември 2015 г. Международният астрономически съюз определя собствени имена - Коперник за 55 Рак A и Галилео, Брахе, Липерхей, Янсен и Хариот за нейните планети (55 Cancri b, c, d, e и f, съответно).

## Звездна система
55 Рак A има видима звездна величина от 5,95, което я прави видима с невъоръжено око при много тъмно небе. Червеното джудже 55 Рак B е от 13-та звездна величина и е видимо само с телескоп. Двата компонента са разделени от 85″, което се оценява на 1065 AU (астрономически единици) (6,15 светлинни дни). Въпреки голямото разстояние между двете, 55 Рак А и В изглежда са гравитационно свързани, тъй като споделят общо собствено движение.